# Mons Records
Mons Records is een Duits platenlabel, waarop jazz en klassieke muziek uitkomt. Het werd in 1991 in Trippstadt opgericht door de jazzdrummer Thilo Berg. De muzikant organiseert tevens muziekevenementen en geeft op bescheiden schaal boeken uit.
Op het label komen zo'n vijftien albums per jaar uit. Musici van wie muziek op Mons uitkwam zijn onder meer:
Jazz: Ack van Rooyen met Paul Heller, Henning Wolter, Alexander Schimmeroth, Andy Martin met het Metropole Orkest, Ann Malcolm, Barbara Dennerlein, Ansgar Striepens met Ed Partyka, Barbara Morrison, Benny Bailey, Bill Ramsey, de bigband van Bobby Burgess, Bobby Shew, Bujazzo, Christof Sänger, Christoph Oeding, Clark Terry (o.m. met Metropole Orkest), Claudio Roditi (met Metropole Orkest), Dewey Redman, de bigband van Dietrich Koch, George Robert (o.m. met Phil Woods), Greetje Kauffeld, Hans-Peter Salentin, Ivan Paduart (o.m. met Metropole Orkest), Jeff Hamilton, Jiggs Whigham, Johannes Faber, Kai Bussenius, Ludwig Nuss, Mark Nightingale, Michael Beck, Nancy King, Niels Klein, Nils Wogram, Norbert Gottschalk, Oliver Strauch, Peter Herbolzheimer, Peter Weniger (o.m. met Metropole orkest), Ralf Schmid, RIAS Big Band Berlin, Rob Bruynen, Ron van Stratum, Rudiger Baldauf, Joris Teepe met Don Braden, en Thilo Berg.
Klassiek: Charlotte Lehmann, Emmerich Smola, Ingeborg Hallstein, Katarzyna Mycka en Matthias Berg.